# Festuca leptopogon
Festuca leptopogon är en gräsart som beskrevs av Otto Stapf. Festuca leptopogon ingår i släktet svinglar, och familjen gräs. Inga underarter finns listade i Catalogue of Life.